# Pedro de Meneses

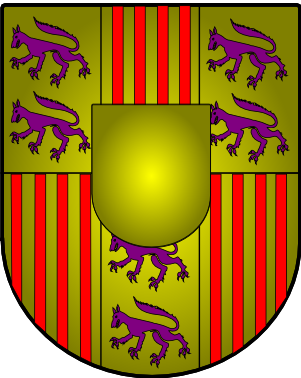
Escut d'armes de D. Pedro de Meneses, 1 Comte de Vila Real.

Don Pedro de Meneses, 3 Senyor i 1 Comte de Vila Real i 2 Comte de Viana de l'Alentejo (c. 1370 – Ceuta, 22 de setembre de 1437) va ser un militar i noble portuguès, fill de D. João Afonso Telo de Meneses, 1º Comte de Viana de l'Alentejo, i de la seva dona Major Portocarrero, 2a Senyora de Vila Real, i net de D. João Afonso Telo de Meneses, Comte de Ourém. Va ser fet Comte de Vila Real per Don Joan I de Portugal en 1424. Era cosí de Elieonor Teles de Meneses, reina de Portugal. Va ser el primer governador de Ceuta després de la conquesta portuguesa, de 1415 a 1430 i de 1434 a 1437 i almirall de Portugal juri uxoris per les seves quartes noces.
El 1419 va fer front al setge de la ciutat, assetjada per les forces d'Abu-Saïd Uthman ibn Àhmad del Regne de Fes i Muhàmmad VIII el Petit de l'Emirat de Granada abans que arribés la flota de socors de Enric el Navegant i seu germà Joan.